# 教育経済学
教育経済学（きょういくけいざいがく、英: economics of education）とは、教育と関連がある経済事象を取り扱う学問。

## 概要
教育経済学で取り扱われる問題としては、教育の経済的効果、教育の費用負担、教育における効率性と教育計画、教育の便益に関する分析が主である。教育経済学は、主として1960年以降に発達し、一般的には経済学が母体であると考えられている。
教育の経済的効果は、人的資本に対する投資および消費としての教育サービスの経済財としての意味あるいは効果、教育投資として捉えられる教育が経済成長に対してどのような効果を持つかが問題となっている。教育の費用負担は、教育の費用を誰が負担すべきか、財政による公費負担の根拠とその程度などが問題となる。教育における効率性と教育計画については、教育における効率性の測定、そのための教育の生産関数の測定、教育の効率を高めるための教育組織・教育計画などが問題となる。また、教育計画は経済計画の一環としても取り扱われる。資源配分の見地から、教育に対する資源配分が適正であるかどうかを検討するために、費用・便益分析の手法が用いられることもある。

## 教育経済学において考察されている事項

### 教育投資
教育サービスを経済学的に考えると、個人の知的欲求の充足と言う消費の面と、それが教育を受けた人の労働の質を向上させ労働の生産性を高め、従って、生産力効果や所得造出効果を持つという意味で、人的資本に対する投資であるという面を持つ。人的資本に対する投資という面から教育を捉えるとき、それを教育投資と呼ぶ。
教育投資は、通常の物的投資が実物資本ストックへの追加であるとのアナロジーに、人間を生産のための労働を生み出す人的資本として捉え、教育はそれへの投資であると見なす考え方である。この考えは必ずしも新しいものではないが、それを経済学として本格的に取り上げ、その効果を実証的に測定しようとした最初の学者は、アメリカのセオドア・シュルツであった。教育経済学では、教育投資につき、その効果の測定や経済成長に対する寄与などが問題とされる。教育投資の効果の測定については、時系列分析やクロスセクション分析によって教育投資と所得水準、労働生産性などの関連が問題とされるが、教育の生産関数の計測の試みはその代表的のものである。これは、教育のインプットとアウトプットの技術的関係を実証的に研究しようとするものである。教育は技術進歩を促し、また、労働の能力を向上させることによって、経済成長に貢献する。経済成長の要因別寄与に関する実証分析がエドワード・デニソンなどによって行われているが、教育の経済成長に及ぼす寄与がその中で取り扱われている。

### 教育の費用負担
教育のためには種々の形での費用が必要である。その費用としては、教育サービスを供給するために用いられる人的・物的資源の使用、教育を受けるものがその期間もし就業すれば得られたであろう所得を犠牲にしなければならないという意味での、間接的費用あるいは機会費用がある。このような教育のための費用が、誰によって、どのような形で負担されなければならないかという問題がある。現実には、それぞれの国の教育制度の相違によって、負担の仕方もさまざまである。しかし多くの国においては、初等（あるいは中等）教育は義務教育として、その費用を公共的に負担するが、高等教育については、何らかの比率での私的負担と公的負担の混合の形の負担である。教育サービスは厳密な意味では公共財ではないが、さりとて純粋な私的財として完全負担するものでもない。それはプラスの外部効果を持ち、また教育文化政策の立場から、教育の普及および教育水準の向上が望ましく、したがって、政府がその供給についての積極的役割を果たすことが期待されるという意味で、価値欲求財の性格も持つものである。この性格は義務教育において最も強い。このような教育サービスの性格によって、その費用の全部または一部を公共的に負担する根拠がある。しかし、教育の費用の私的負担と公的負担の配分割合が適正でなく、例えば公的負担の割合が不適当に高いと、教育サービスの浪費や負担の不公平といった問題が生ずる。教育の費用の部分を公的に負担する場合でも、教育を受けるものに対する補助金（奨学金など）の給付あるいは貸付、教育サービスの供給者（学校などの教育機関）に対する補助金の交付といった種々の方式がある。

### 教育の便益
教育は、それを受ける個人に対して直接的便益をもたらすのみならず、社会一般に対しても何らかの間接的便益をもたらす。この後者は教育の外部効果である。教育の直接的便益としては、生涯所得の増加、知的満足、社会的地位の向上、優越感を得ることなどが挙げられる。この直接的便益は、生涯所得の増加のように金銭的に計測しうるものと、非金銭的・心理的なもので、貨幣額に換算し難いものがある。教育の外部効果としては、社会において教育を受けた人が増加し、また、教育水準も高くなれば、その社会的環境が良くなり、多くの人々の生活が快適になることや、教育の普及による所得水準の上昇は所得税収入の増大をもたらす。高度の教育を受けた人による新技術の発明・開発は、社会全体に経済的利益をもたらす、などが挙げられる。このため、教育サービスは、外部性の強い私的財、あるいは公共財的要素を持った私的財という意味での混合財として性格づけられる。

## 教育段階と収入
|                  | 後期中等教育まで | 後期中等教育まで | 中等以降 高等以前教育 | 第3期の教育レベル5A もしくはレベル6 | 第3期の教育レベル5A もしくはレベル6 | 第3期の教育レベル5B | 第3期の教育レベル5B |
| 男               | 女               | 男               | 中等以降 高等以前教育 | 女                                  | 男                                  | 女                  |                     |
| ---------------- | ---------------- | ---------------- | --------------------- | ----------------------------------- | ----------------------------------- | ------------------- | ------------------- |
| チリ             | 64               | 65               | 100                   | 325                                 | 149                                 | 306                 | 168                 |
| ブラジル         | 57               | 50               | 100                   | 273                                 | N/A                                 | 269                 | N/A                 |
| ハンガリー       | 75               | 72               | 100                   | 245                                 | 130                                 | 185                 | 130                 |
| スロベニア       | 77               | 76               | 100                   | 220                                 | 162                                 | 198                 | 156                 |
| アイルランド     | 82               | 78               | 100                   | 205                                 | 143                                 | 206                 | 130                 |
| チェコ           | 76               | 74               | 100                   | 191                                 | 122                                 | 164                 | 121                 |
| 米国             | 64               | 58               | 100                   | 189                                 | 117                                 | 187                 | 124                 |
| ポーランド       | 86               | 77               | 100                   | 186                                 | N/A                                 | 168                 | N/A                 |
| スロバキア       | 69               | 71               | 100                   | 186                                 | 130                                 | 171                 | 137                 |
| フランス         | 83               | 75               | 100                   | 181                                 | 121                                 | 155                 | 129                 |
| イスラエル       | 69               | 66               | 100                   | 179                                 | 117                                 | 165                 | 118                 |
| ポルトガル       | 67               | 68               | 100                   | 175                                 | 161                                 | 173                 | 157                 |
| フィンランド     | 90               | 94               | 100                   | 174                                 | 136                                 | 155                 | 133                 |
| ドイツ           | 88               | 81               | 100                   | 173                                 | 127                                 | 166                 | 115                 |
| OECD平均         | 77               | 74               | 100                   | 172                                 | 126                                 | 172                 | 132                 |
| オーストリア     | 67               | 73               | 100                   | 172                                 | 126                                 | 171                 | 147                 |
| ギリシャ         | 69               | 50               | 100                   | 167                                 | 107                                 | 239                 | 175                 |
| ルクセンブルク   | 68               | 68               | 100                   | 165                                 | N/A                                 | 166                 | N/A                 |
| カナダ           | 78               | 77               | 100                   | 165                                 | 114                                 | 183                 | 120                 |
| トルコ           | 72               | 43               | 100                   | 162                                 | 128                                 | 162                 | 131                 |
| イタリア         | 76               | 72               | 100                   | 160                                 | N/A                                 | 143                 | N/A                 |
| 米国             | 67               | 69               | 100                   | 160                                 | 122                                 | 195                 | 144                 |
| スイス           | 80               | 75               | 100                   | 154                                 | 125                                 | 163                 | 133                 |
| オランダ         | 85               | 73               | 100                   | 154                                 | 143                                 | 163                 | 143                 |
| オーストリア     | 85               | 85               | 100                   | 151                                 | 125                                 | 162                 | 116                 |
| 韓国             | 72               | 78               | 100                   | 151                                 | 107                                 | 167                 | 130                 |
| エストニア       | 81               | 81               | 100                   | 146                                 | N/A                                 | 148                 | N/A                 |
| デンマーク       | 79               | 83               | 100                   | 146                                 | 115                                 | 128                 | 113                 |
| スペイン         | 80               | 74               | 100                   | 145                                 | 107                                 | 169                 | 107                 |
| スウェーデン     | 81               | 80               | 100                   | 142                                 | 105                                 | 132                 | 114                 |
| 日本             | 74               | 78               | 100                   | 141                                 | 116                                 | 191                 | 134                 |
| ベルギー         | 92               | 84               | 100                   | 140                                 | 116                                 | 148                 | 125                 |
| ニュージーランド | 79               | 87               | 100                   | 135                                 | 101                                 | 145                 | 110                 |
| ノルウェー       | 76               | 78               | 100                   | 133                                 | 145                                 | 134                 | 151                 |

## シグナリング理論による教育改革論
ジョージ・メイソン大学の公共経済学教授ブライアン・カプランは、シグナリング理論を用いて教育問題を考察したうえで、学校教育のほとんどは無駄なシグナリングであり、政府も教育支出を削減すべきであるとする。カプランは、歴史、社会、美術、音楽、外国語などは、社会に出ても役に立つことはなく、学生もすぐに忘れるほどで、単に時間の無駄となっているとし、必須科目から選択制にしたり、またはそれぞれの授業の水準をあげて成績下位の生徒を落第にすれば無駄はなくなるが、しかし、「税金を使って非実用的な教科を教える授業の廃止」が有効であると主張する。カプランは、「なぜ美術を勉強するという選択肢に公費をかけて納税者が負担しなければならないのか。それより、公立大学の非実用的な学部は閉鎖し、政府の助成金やローンを受けられない私立大学に非実用的な専攻の学科を創設すればいい」と提案し、現在問題になっている高額授業料にしても、無益な進学を抑制しているだけでなく、専攻の最適化にも役立っていると述べる。